# Туссен, Кира
Кира Туссен (нидерл. Kira Marije Toussaint); род. 22 мая 1994, Амстелвен, Северная Голландия) — нидерландская пловчиха. Специализируется в плавании на спине и вольным стилем. Чемпионка мира и чемпионка Европы в эстафетном плавании. Чемпионка мира и многократная чемпионка Европы на короткой воде.

## Биография
Мать Киры — олимпийская чемпионка по плаванию 1984 года Йоланда де Ровер.
Принимала участие в Олимпийских играх 2016 года, где показала 18-е время в предварительных заплывах на дистанции 100 м на спине и не прошла в полуфинал.
На Олимпийских играх 2020 в Токио заняла 7-е место на дистанции 100 м на спине (59,11). В составе сборной Нидерландов заняла 4-е в женской эстафете 4×100 метров вольным стилем и 6-е место в смешанной комбинированной эстафете 4×100 метров.